# Scotocyma ischnophrica
Poecilasthena ischnophrica là một loài bướm đêm trong họ Geometridae.